# Zgornji Boč
Zgornji Boč je naselje v Občini Selnica ob Dravi.